# Crocodilo-filipino
O crocodilo-filipino (Crocodylus mindorensis) é uma espécie de crocodilo comum nas Filipinas. Ele está criticamente ameaçado de extinção. Seu território que ocupava os rios filipinos, vem sendo destruído o que acabou por acarretar sua imensa perda populacional.
Há registros de crocodilos habitando ilhas a leste das filipinas, porém nada foi confirmado.